# شینیون

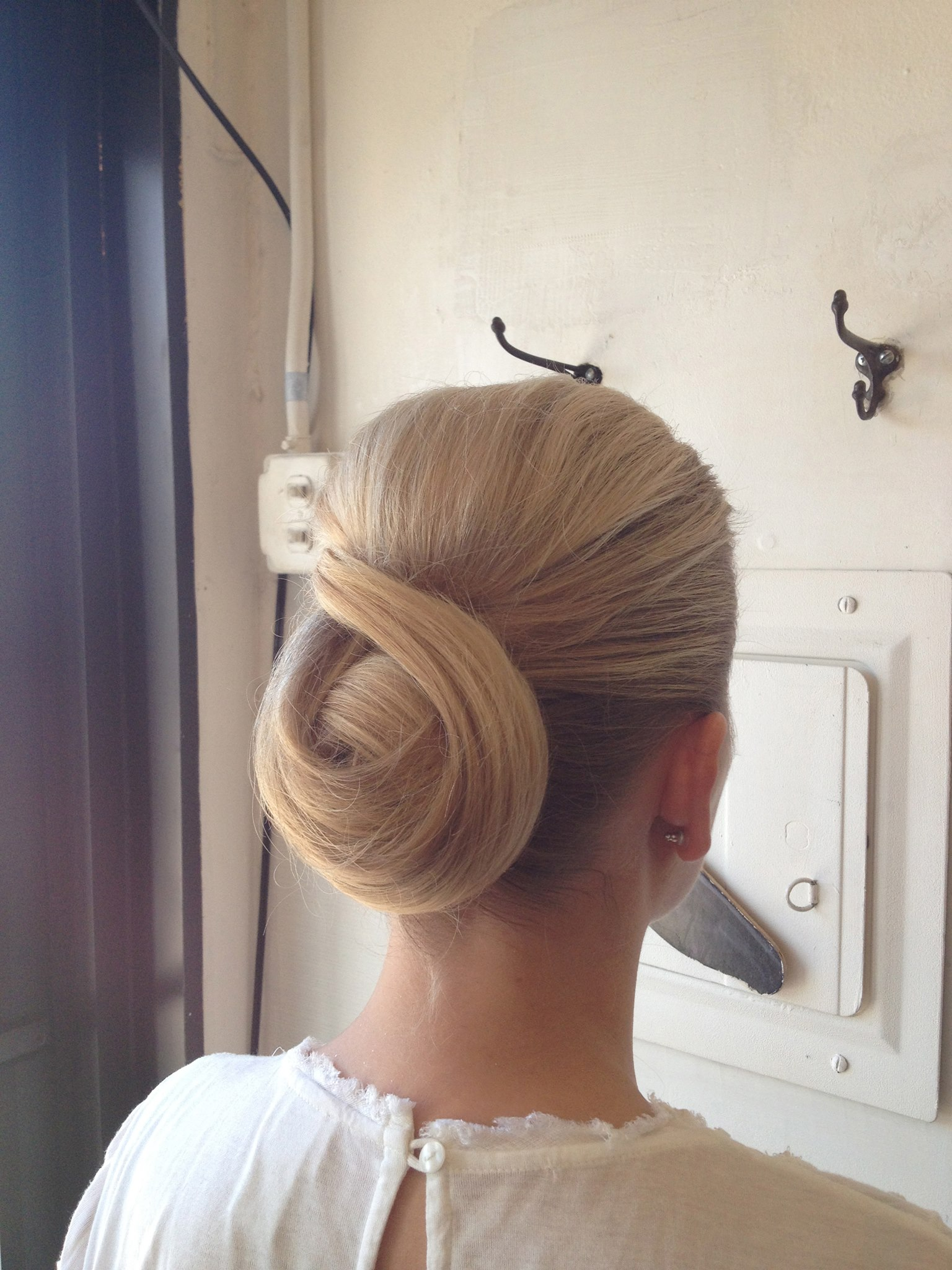
نمونه‌ای از شینیون

شینیون (به فرانسوی: chignon) یکی از مدل‌های رایج آرایش مو است. شینیون واژه ای   فرانسوی chignon du cou به معنی «پس گردن» است.
به جمع کردن مو با سنجاق در پشت سر شینیون می‌گویند اما سبک‌ها و مدل‌های زیادی از شینیون وجود دارد. سبک‌های دیگر شینیون مناسب برای افراد خاص پوش، عروسی‌ها و نامزدی‌ها و مراسم رسمی می‌باشد ولی سبکی که عمومیت دارد همان جمع کردن مو با سنجاق در پشت سر است.
به‌طور کلّی شینیون یعنی جمع کردن و ثابت نگه‌داشت موهای نسبتاً بلند به فُرم‌های گوناگون. مدلی است بسیار هنری که به تخصص و تجربه نیاز دارد و یکی از هنری‌ترین مدل‌های آرایشگری است. جلوه‌های زیبا و گیرای این مدل، وابسته به ابتکار، ذوق و سلیقهٔ آرایشگر حرفه‌ای یا خود فرد است.
به‌طور کلی دو نوع شینیون موجود است: شینیون باز و شینیون بسته. در شینیون بسته تمام موها در پشت سر جمع می شوند. در شینیون باز، بخشی از موها در پشت سر جمع می شود و بخش دیگری از موها به‌طور فر شده یا لخت، رها در کنار گردن و سر قرار میگیرد.

## تاریخچه

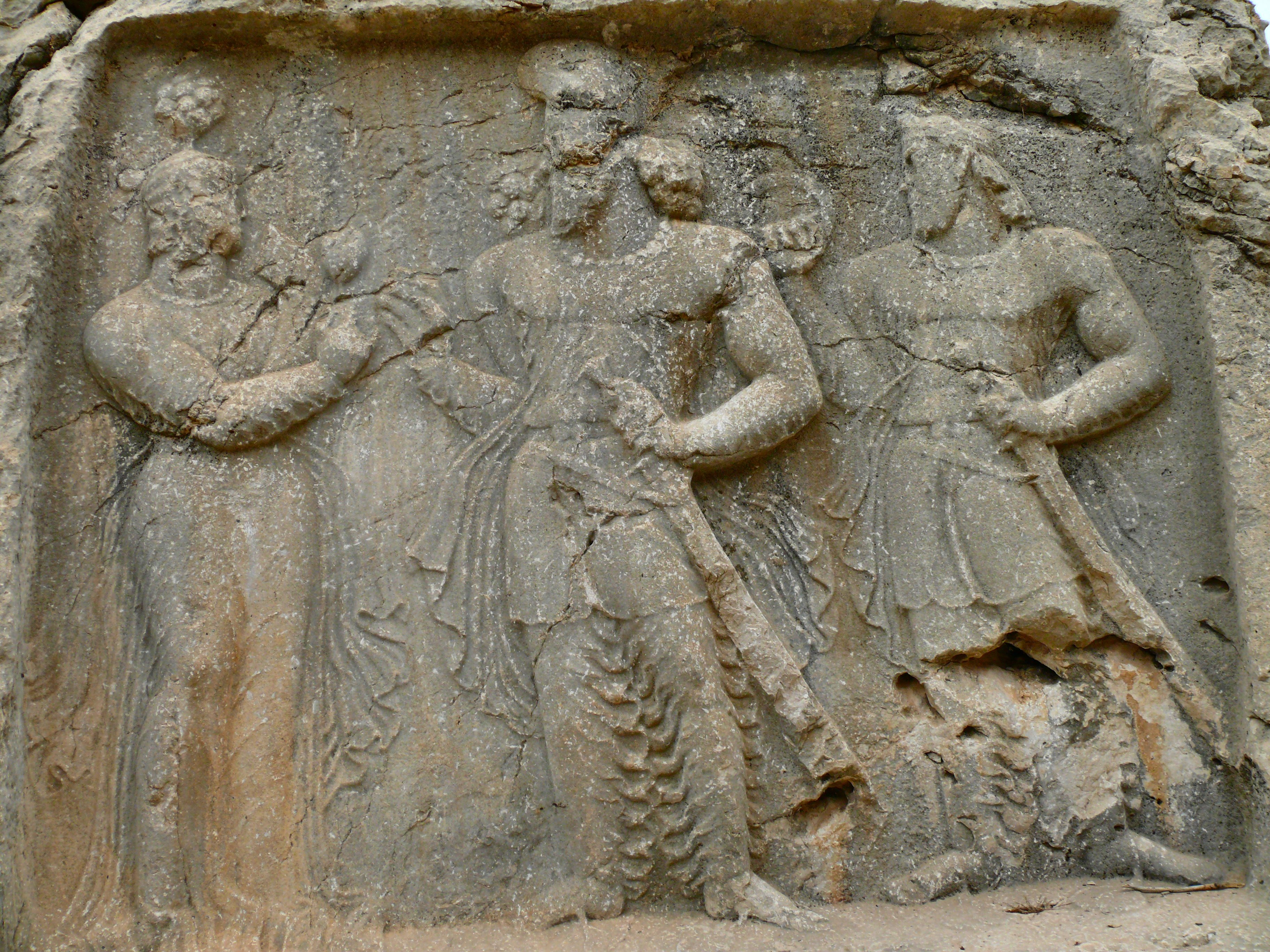
سنگ نگاره ای از پیوند زناشویی شاپور یکم با شاهزاده آذرآناهیتا به همراه کرتیر موبد بزرگ زرتشتی. در آرایش شاهانه این زوج مدل کریمبوس دیده می‌شود. سنگ‌برجستهٔ سراب قندیل در چنارشاهیجان فارس نزدیک بیشاپور

زنان در یونان باستان موهای خود را شنیون  و موهای  سر خود را با طلا یا زیورآلات دست‌ساز آرایش می‌کردند. مردان یونانی نیز از این مدل مو استفاده می‌کردند ولی با این تفاوت که آنها موهای خود را  محکم می‌بستند. در ایران باستان نوعی از شینیون به نام کریمبوس برای ترکیب با تاج شاهان ساسانی به کار می‌رفت که بر بالای سر به شکل یک گوی جمع می‌شد و دور آن می‌توانست به وسیلهٔ تور یا پارچه پوشانده شود. در برخی از نقش‌برجسته‌ها و سکه‌های بر جای مانده از این دوره به خوبی دیده می‌شود. این شینیون می‌توانست از موی مصنوعی درست شده باشد.
. شینیون در چین باستان نیز  طرفداران خاص خود را داشت و زنان متأهل یا کم‌مو از این مدل مو استفاده می‌کردند.
دهه ۴۰ میلادی،اوج شنیون و مدل مو  بود زمانی  که در جنگ جهانی دوم زنان که برای پشتیبانی نیروهای مسلح به پشت جبهه‌ها می‌رفتند و از مدل موی شینیون همراه با  روسری کوچکی استفاده می‌کردند. امروزه اکثر زنان جهان به ویژه زنان آمریکایی حتی با موهای بلند از این مدل مو استفاده می‌کنند. دلیل این محبوبیت هم آسانی و زیبایی این مدل می‌باشد.

### انواع شینیون
شینیون معمولاً براساس اینکه با چه ابزاری اجرا و انجام می‌شود نامگذاری شده و به عنوان مثال می‌توان به شینیون با تور، شینیون مواج، شینیون حرارتی و … اشاره کرد